# Comisión Nacional de Rescate de Valores (Costa Rica)
La Comisión Nacional de Ética y Valores (CNEV) es una organización de la sociedad civil costarricense, sin fines de lucro, y creada el 3 de diciembre de 1987 mediante el Decreto Ejecutivo Nº 17908-J.

## Historia
La CNEV fue creada en 1987 como parte del interés del Gobierno por promover los valores. En razón de lo anterior se autorizó a los ministerios, órganos de los poderes del Estado y demás instituciones de la Administración Pública el apoyo técnico y económico para el cumplimiento de los fines de la comisión.
Se encarga de formular las políticas, objetivos y acciones del Sistema Nacional de Ética y Valores (SNEV), correspondiente a la agrupación de las comisiones de ética y valores de instituciones y organizaciones del sector público, municipal y comunal.
La Comisión cuenta con una Dirección Ejecutiva que regula su quehacer. Desde el año 2005, entrega anualmente el Premio Nacional de Valores "Rogelio Fernández Güell" como reconocimiento a una persona que se destaque por sus méritos axiológicos y acciones específicas que hayan contribuido al fortalecimiento de los valores y la ética en el país.

## Ganadores Premio Nacional de Valores
| Año  | Ganador                         |
| ---- | ------------------------------- |
| 2017 | José Guillermo Malavassi Vargas |
| 2016 | Inés Sánchez Guarde             |
| 2015 | Luisa Ureña Durán               |
| 2014 | Víctor Brenes Jiménez           |
| 2013 | Luz María Soto Molina           |
| 2012 | Isaías Salas Herrera            |
| 2011 | Víctor Manuel Medina Medina     |
| 2010 | Sergio Valverde Espinoza        |
| 2009 | Analía García Elizondo          |
| 2008 | Sixto Porras González           |
| 2007 | Laura Martínez                  |
| 2006 | Alí García                      |
| 2005 | Francisco Dall´ Anese Ruíz      |